# CCL11
CCL11, hemokin (C-C motiv) ligand 11, je mali citokin iz CC hemokin familije. On je takođe poznat kao eotaksin-1. CCL11 selektivno regrutuje eozinofile putem indukovanja njihove hemotakse, i zato je impliciran u alergijske response.
Efekti CCL11 su posredovani njegovim vezivanjem za G-protein spregnuti hemokin receptor. Hemokin receptori CCL11 liganda su ,  i . Međutim, bilo je ustanovljeno da eotaksin-1 (CCL11) ima visok stepen selektivnosti za  receptor, tako da je neaktivan na neutrofilima i monocitima, koji ne izražavaju CCR3. Gen ljudskog CCL11 (SCYA11) je kodiran sa tri eksona i lociran je na hromozomu 17.

## Literatura
- Garcia-Zepeda EA; Rothenberg ME; Ownbey RT;  . (1996). „Human eotaxin is a specific chemoattractant for eosinophil cells and provides a new mechanism to explain tissue eosinophilia.”. Nat. Med. 2 (4): 449—56. PMID 8597956. doi:10.1038/nm0496-449.
- Ponath PD; Qin S; Ringler DJ;  . (1996). „Cloning of the human eosinophil chemoattractant, eotaxin. Expression, receptor binding, and functional properties suggest a mechanism for the selective recruitment of eosinophils.”. J. Clin. Invest. 97 (3): 604—12. PMC 507095 . PMID 8609214. doi:10.1172/JCI118456.
- Kitaura M; Nakajima T; Imai T;  . (1996). „Molecular cloning of human eotaxin, an eosinophil-selective CC chemokine, and identification of a specific eosinophil eotaxin receptor, CC chemokine receptor 3.”. J. Biol. Chem. 271 (13): 7725—30. PMID 8631813. doi:10.1074/jbc.271.13.7725.
- Daugherty BL; Siciliano SJ; DeMartino JA;  . (1996). „Cloning, expression, and characterization of the human eosinophil eotaxin receptor.”. J. Exp. Med. 183 (5): 2349—54. PMC 2192548 . PMID 8642344. doi:10.1084/jem.183.5.2349.
- Choe H; Farzan M; Sun Y;  . (1996). „The beta-chemokine receptors CCR3 and CCR5 facilitate infection by primary HIV-1 isolates.”. Cell. 85 (7): 1135—48. PMID 8674119. doi:10.1016/S0092-8674(00)81313-6.
- Ponath PD; Qin S; Post TW;  . (1996). „Molecular cloning and characterization of a human eotaxin receptor expressed selectively on eosinophils.”. J. Exp. Med. 183 (6): 2437—48. PMC 2192612 . PMID 8676064. doi:10.1084/jem.183.6.2437.
- Bartels J; Schlüter C; Richter E;  . (1996). „Human dermal fibroblasts express eotaxin: molecular cloning, mRNA expression, and identification of eotaxin sequence variants.”. Biochem. Biophys. Res. Commun. 225 (3): 1045—51. PMID 8780731. doi:10.1006/bbrc.1996.1292.
- Garcia-Zepeda EA; Rothenberg ME; Weremowicz S;  . (1997). „Genomic organization, complete sequence, and chromosomal location of the gene for human eotaxin (SCYA11), an eosinophil-specific CC chemokine.”. Genomics. 41 (3): 471—6. PMID 9169149. doi:10.1006/geno.1997.4656.
- Hein H; Schlüter C; Kulke R;  . (1997). „Genomic organization, sequence, and transcriptional regulation of the human eotaxin gene.”. Biochem. Biophys. Res. Commun. 237 (3): 537—42. PMID 9299399. doi:10.1006/bbrc.1997.7169.
- Nibbs RJ; Wylie SM; Yang J;  . (1998). „Cloning and characterization of a novel promiscuous human beta-chemokine receptor D6.”. J. Biol. Chem. 272 (51): 32078—83. PMID 9405404. doi:10.1074/jbc.272.51.32078.
- Rubbert A; Combadiere C; Ostrowski M;  . (1998). „Dendritic cells express multiple chemokine receptors used as coreceptors for HIV entry.”. J. Immunol. 160 (8): 3933—41. PMID 9558100.
- Noso N; Bartels J; Mallet AI;  . (1998). „Delayed production of biologically active O-glycosylated forms of human eotaxin by tumor-necrosis-factor-alpha-stimulated dermal fibroblasts.”. Eur. J. Biochem. 253 (1): 114—22. PMID 9578468. doi:10.1046/j.1432-1327.1998.2530114.x.
- Crump MP; Rajarathnam K; Kim KS;  . (1998). „Solution structure of eotaxin, a chemokine that selectively recruits eosinophils in allergic inflammation.”. J. Biol. Chem. 273 (35): 22471—9. PMID 9712872. doi:10.1074/jbc.273.35.22471.
- Sabroe I; Hartnell A; Jopling LA;  . (1999). „Differential regulation of eosinophil chemokine signaling via CCR3 and non-CCR3 pathways.”. J. Immunol. 162 (5): 2946—55. PMID 10072545.
- Jinquan T; Quan S; Feili G;  . (1999). „Eotaxin activates T cells to chemotaxis and adhesion only if induced to express CCR3 by IL-2 together with IL-4.”. J. Immunol. 162 (7): 4285—92. PMID 10201960.
- Klein RS; Williams KC; Alvarez-Hernandez X;  . (1999). „Chemokine receptor expression and signaling in macaque and human fetal neurons and astrocytes: implications for the neuropathogenesis of AIDS.”. J. Immunol. 163 (3): 1636—46. PMID 10415069.
- Blanpain C; Migeotte I; Lee B;  . (1999). „CCR5 binds multiple CC-chemokines: MCP-3 acts as a natural antagonist.”. Blood. 94 (6): 1899—905. PMID 10477718.
- Zhang J, Lathbury LJ, Salamonsen LA (2000). „Expression of the chemokine eotaxin and its receptor, CCR3, in human endometrium.”. Biol. Reprod. 62 (2): 404—11. PMID 10642580. doi:10.1095/biolreprod62.2.404.
- Kampen GT; Stafford S; Adachi T;  . (2000). „Eotaxin induces degranulation and chemotaxis of eosinophils through the activation of ERK2 and p38 mitogen-activated protein kinases.”. Blood. 95 (6): 1911—7. PMID 10706854.
- Huber MA, Kraut N, Addicks T, Peter RU (2000). „Cell-type-dependent induction of eotaxin and CCR3 by ionizing radiation.”. Biochem. Biophys. Res. Commun. 269 (2): 546—52. PMID 10708591. doi:10.1006/bbrc.2000.2287.